# Pteris hekouensis
Pteris hekouensis là một loài thực vật có mạch trong họ Pteridaceae. Loài này được Ching ex Ching & S.H. Wu miêu tả khoa học đầu tiên năm 1983.